# Liste der Baudenkmale in Lüneburg – Schröderstraße
In der Liste der Baudenkmale in Lüneburg – Schröderstraße sind Baudenkmale in der Schröderstraße in der niedersächsischen Stadt Lüneburg aufgelistet. Die Quelle der IDs und der Beschreibungen ist der Denkmalatlas Niedersachsen. Der Stand der Liste ist der 1. Januar 2022.

## Allgemein
In den Spalten befinden sich folgende Informationen:
- Lage: die Adresse des Baudenkmales und die geographischen Koordinaten. Kartenansicht, um Koordinaten zu setzen. In der Kartenansicht sind Baudenkmale ohne Koordinaten mit einem roten Marker dargestellt und können in der Karte gesetzt werden. Baudenkmale ohne Bild sind mit einem blauen Marker gekennzeichnet, Baudenkmale mit Bild mit einem grünen Marker.
- Bezeichnung: Bezeichnung des Baudenkmales
- Beschreibung: die Beschreibung des Baudenkmales. Unter § 3 Abs. 2 NDSchG werden Einzeldenkmale und unter § 3 Abs. 3 NDSchG Gruppen baulicher Anlagen und deren Bestandteile ausgewiesen.
- ID: die Objekt-ID des Baudenkmales
- Bild: ein Bild des Baudenkmales, ggf. zusätzlich mit einem Link zu weiteren Fotos des Baudenkmals im Medienarchiv Wikimedia Commons. Wenn man auf das Kamerasymbol klickt, können Fotos zu Baudenkmalen aus dieser Liste hochgeladen werden:

## Baudenkmale
| Lage                                             | Bezeichnung         | Beschreibung                                         | ID       | Bild |
| ------------------------------------------------ | ------------------- | ---------------------------------------------------- | -------- | ---- |
| Schröderstraße 1/1a 53° 14′ 56″ N, 10° 24′ 23″ O | Wohnhaus            |                                                      | 30658650 |      |
| Schröderstraße 1/1a 53° 14′ 56″ N, 10° 24′ 23″ O | Nebenhaus           |                                                      | 30646148 |      |
| Schröderstraße 2 53° 14′ 56″ N, 10° 24′ 23″ O    | Wohnhaus            |                                                      | 30681292 |      |
| Schröderstraße 3 53° 14′ 56″ N, 10° 24′ 23″ O    | Wohnhaus            |                                                      | 30681310 |      |
| Schröderstraße 4 53° 14′ 55″ N, 10° 24′ 23″ O    | Wohnhaus            | Zum Haus gehört ein Hofflügel mit der ID 30647140    | 30681096 |      |
| Schröderstraße 5a 53° 14′ 55″ N, 10° 24′ 23″ O   | Wohnhaus            | Zum Haus gehört ein Hofflügel mit der ID 30646240    | 30681120 |      |
| Schröderstraße 5b 53° 14′ 55″ N, 10° 24′ 23″ O   | Wohnhaus            |                                                      | 30684947 |      |
| Schröderstraße 7 53° 14′ 54″ N, 10° 24′ 24″ O    | Wohn-/Geschäftshaus |                                                      | 30655491 |      |
| Schröderstraße 8 53° 14′ 54″ N, 10° 24′ 24″ O    | Wohnhaus            |                                                      | 30681369 |      |
| Schröderstraße 12 53° 14′ 55″ N, 10° 24′ 24″ O   | Wohnhaus            | Zum Haus gehört ein Nebengebäude mit der ID 30645021 | 30681145 |      |
| Schröderstraße 16 53° 14′ 56″ N, 10° 24′ 24″ O   | Wohnhaus            |                                                      | 30681234 |      |
| Schröderstraße 18 53° 14′ 57″ N, 10° 24′ 24″ O   | Wohnhaus            |                                                      | 30681187 |      |